# Nico Pérez
Nico Pérez – miasto w Urugwaju, w departamencie Florida.